# Frederik Christian Carstens
Frederik Christian Carstens (1. februar 1762 i Slesvig-Jørgensby - 14. februar 1798 i Berlin) var en dansk-tysk maler og kobberstikker. Han var bror til Asmus Jacob Carstens.
Frederik Christian blev født i Sankt Jørgen lidt ud for Slesvig by den 1. Februar 1762 og kom senere i lære hos den nordtyske portrætmaler Carl Daniel Voigts. I 1871 gik han til København, to år senere fulgte han sin broder på hans rejser til Italien og Tyskland. I de følgende år boede han forskellige steder i Europa, bl. a. i Zürich, Stettin og Berlin, hvor han uddannede sig til kobberstikker. Han havde 1784 bl. a. stukket et portræt af den lyksborgske hofpræst Lüders. Frederik Carstens døde i Berlin i stor fattigdom i oktober 1798, samme år som broderen i Rom.